# 231045-0637
231045-0637 eller Personnummerpladen er det tredje studiealbum af den danske sanger og musiker Kim Larsen. Det blev udgivet i 1979 på CBS Records. Pladetitlens tal (231045....) er Kim Larsens personnummer, deraf det uofficielle navn. I Sverige udkom albummet med titlen 451023-0637, da svenske personnumre har år-måned-dag, hvor danske har dag-måned-år. Albummet udkom på CD i 1993.
På sangen "Køb bananer" spiller Søren Rislund mundharmonika.

## Trackliste
Alle sange skrevet og komponeret af Kim Larsen, undtagen hvor noteret.
| 1. | "Moderne tider" |               |                | 2:07 |
| 2. | "Dagen før"     |               |                | 3:30 |
| 3. | "682 A"         | Nordahl Grieg | Otto Mortensen | 2:24 |
| 4. | "Blip-båt"      |               |                | 3:41 |
| 5. | "Ud i det blå"  |               |                | 2:48 |
| 6. | "Forever Young" |               |                | 2:42 |

| 1. | "Sikken en følelse" | Tommy Petersen                      | Petersen | 2:50 |
| 2. | "Køb bananer"       |                                     |          | 3:45 |
| 3. | "Tutta"             |                                     |          | 1:46 |
| 4. | "Ole's fjerner"     |                                     |          | 2:52 |
| 5. | "Monkeymand"        |                                     |          | 3:34 |
| 6. | "De blå sirener"    | Ib Michael, Leif Sylvester Petersen | Larsen   | 1:53 |

## Medvirkende
- Kim Larsen – sang, guitar
- Thomas Grue – guitar, kor
- Henning Pold Christensen – bas, kor
- Klaus Agerschou – keyboards
- Ole Madsen – trommer
- Nils Henriksen – diverse instrumenter

Yderligere medvirkende
- Lecia & Lucienne
- Lei Moe
- Lupe Moe
- Thor Backhausen
- Sten Viig
- Søren Rislund
- Mads Henriksen
- Noah Horstock
- Palle Mikkelborg

Produktion
- Nils Henriksen – producer
- Peder Bundgaard - coverillustration
- Jørgen Angel - foto
- John Ovesen - coverdesign

## Hitlisteplaceringer
| Hitliste (1979) | Højeste placering |
| --------------- | ----------------- |
| Norge           | 7                 |
| Sverige         | 2                 |